# Gennes-Val-de-Loire
Gennes-Val-de-Loire is een gemeente in het Franse departement Maine-et-Loire in regio Pays de la Loire). De gemeente maakt deel uit van het arrondissement Saumur. Gennes-Val-de-Loire telde op 1 januari 2022 8.452 inwoners.

## Geschiedenis
Op 1 januari 2016 fuseerden Chênehutte-Trèves-Cunault, Gennes, Grézillé, Saint-Georges-des-Sept-Voies en Le Thoureil tot de commune nouvelle Gennes-Val de Loire, waarvan Gennes de hoofdplaats werd. Deze gemeenten behoorden sinds 22 maart 2015 alle tot het kanton Doué-la-Fontaine. Op 1 januari 2018 fuseerde de gemeente met Les Rosiers-sur-Loire en Saint-Martin-de-la-Place, die sinds 22 maart 2015 deel uitmaakten van het kanton Longué-Jumelles, waardoor de gemeente in twee kantons kwam te liggen. De naam werd aangepast naar Gennes-Val-de-Loire en Les Rosiers-sur-Loire verving Gennes als hoofdplaats van deze gemeente.

## Geografie
De oppervlakte van Gennes-Val-de-Loire bedroeg op 1 januari 2022 147,94 vierkante kilometer; de bevolkingsdichtheid was toen 57,1 inwoners per km².

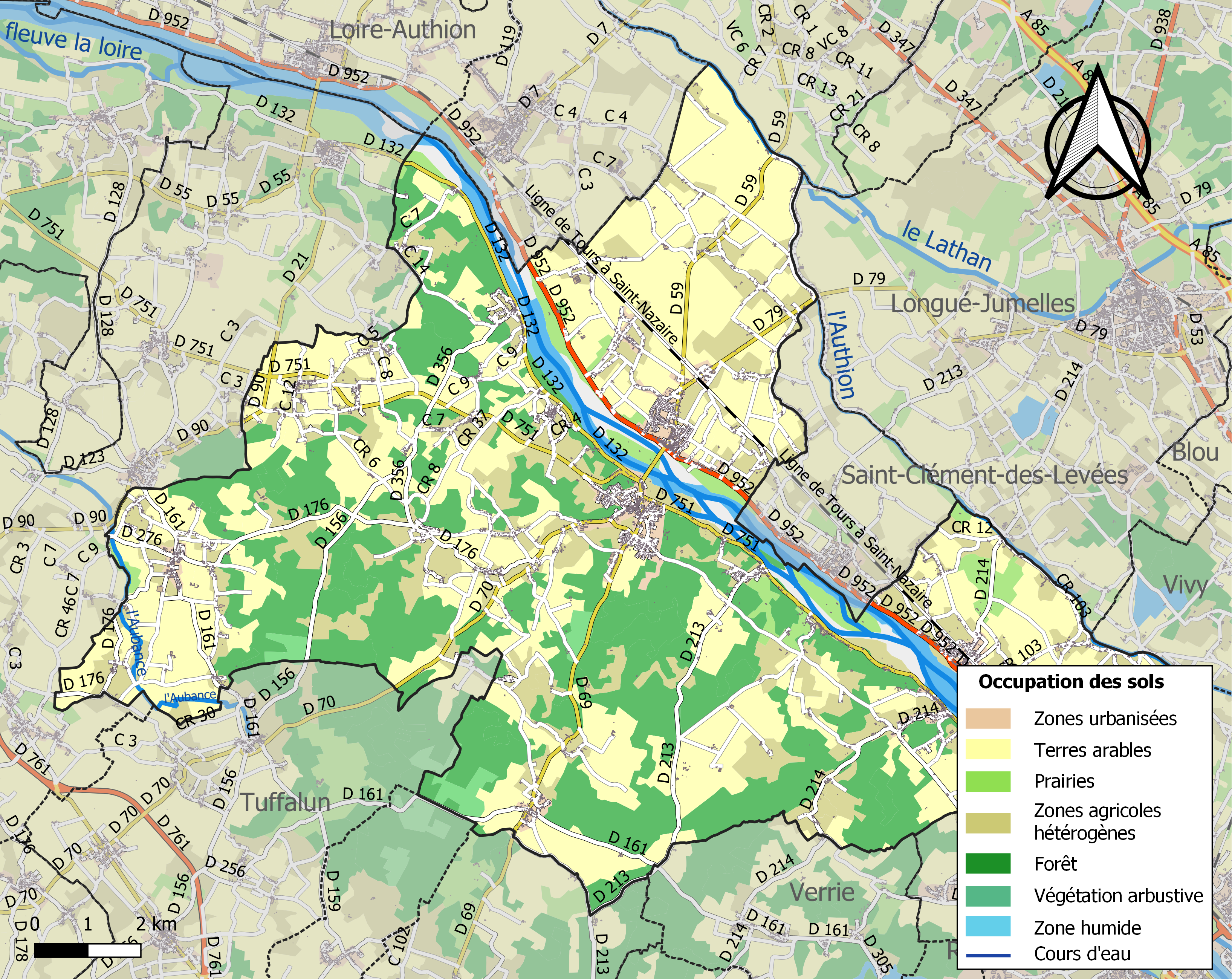
Kaart van de gemeente met de belangrijkste infrastructuur, bodemgebruik en omliggende gemeenten

## Verkeer en vervoer
In de gemeente bevinden zich de spoorwegstations Les Rosiers-sur-Loire en Saint-Martin-de-la-Place.